# 르블랑
르블랑(프랑스어: Le Blanc)은 프랑스 중부 앵드르주에 위치한 도시이다.

## 역사
프랑스어로 하얀색이 '블랑'(blanc)이기 때문에 이와 관련된 지명이라고 해석하기 쉽지만, 원래 명칭은 특정 색깔을 의미하는 것과는 거리가 멀었다. 켈트어로 '모호'하다는 뜻인 '오블'(obl)에, 켈트어에서 자주 쓰는 접미사인 '-인쿰'(-incum)이 붙어 '오블린쿰'(Oblincum)이 된 것이다. 이 이름이 시대를 거치면서 오블렌크(Oblenc), 오블랑(Oublanc), 두블랑(Doublanc), 뒤블랑(Du Blanc)으로 바뀌었고, 최종적으로 지금의 르블랑(Le Blanc)이 된 것이다. 르블랑에 사는 주민은 '블랑쿠아'(Blancois)라고 부른다.

## 지리
르블랑은 앵드르주의 최서남단에 위치해 있다. 또 예로부터 블랑쿠아(Blancois) 지역의 중심지였다. 브렌 지역공원구역 내에 위치해 있기도 하다. 코뮌 내의 주요 수역으로는 크뢰즈 강이 있다.
르블랑과 마주하는 코뮌으로는 생테니(3km), 풀리니생피에르(5km), 콩크르미에르(6km), 모비에르(7km), 뤼페크(8km), 두아디크(9km), 벨라브르(12km), 로네(14km) 등이 있으며, 샤토루(52km), 라샤트르(71km), 이수됭(79km)과 가깝다.
르블랑 코뮌 내에는 여러 개의 마을이 분포해 있으며 그 목록은 다음과 같다.
- 아주 (Ages)
- 바렌 (Varennes)
- 아방 (Avant)
- 브라사르디에르 (Brassardière)
- 셰조 (Chézeaux)
- 뮈앙 (Muant)
- 마드롤 (Madrolles)
- 몰리에르 (Molière)
- 네르보 (Nervaux)
- 빌네 (Vilnet)
- 보르가르 (Beauregard)

## 인구
| 연도 | 인구  | ±%     |
| ---- | ----- | ------ |
| 1793 | 4,780 | —      |
| 1800 | 4,723 | −1.2%  |
| 1806 | 3,662 | −22.5% |
| 1821 | 4,452 | +21.6% |
| 1831 | 4,804 | +7.9%  |
| 1836 | 5,095 | +6.1%  |
| 1841 | 5,290 | +3.8%  |
| 1846 | 6,075 | +14.8% |
| 1851 | 6,788 | +11.7% |
| 1856 | 5,731 | −15.6% |
| 1861 | 5,882 | +2.6%  |
| 1866 | 5,956 | +1.3%  |
| 1872 | 5,709 | −4.1%  |
| 1876 | 6,122 | +7.2%  |
| 1881 | 6,558 | +7.1%  |
| 1886 | 7,140 | +8.9%  |
| 1891 | 7,389 | +3.5%  |
| 1896 | 6,764 | −8.5%  |
| 1901 | 6,663 | −1.5%  |
| 1906 | 6,520 | −2.1%  |
| 1911 | 6,493 | −0.4%  |
| 1921 | 5,284 | −18.6% |
| 1926 | 5,511 | +4.3%  |
| 1931 | 5,426 | −1.5%  |
| 1936 | 5,789 | +6.7%  |
| 1946 | 6,719 | +16.1% |
| 1954 | 6,427 | −4.3%  |
| 1962 | 6,402 | −0.4%  |
| 1968 | 6,767 | +5.7%  |
| 1975 | 8,024 | +18.6% |
| 1982 | 7,769 | −3.2%  |
| 1990 | 7,361 | −5.3%  |
| 1999 | 6,995 | −5.0%  |
| 2009 | 6,946 | −0.7%  |

## 같이 보기
- 앵드르주
- 앵드르 주의 코뮌 목록